# Allophylus longipes
Allophylus longipes är en kinesträdsväxtart som beskrevs av Ludwig Radlkofer. Allophylus longipes ingår i släktet Allophylus och familjen kinesträdsväxter. Inga underarter finns listade i Catalogue of Life.